# Pfarrkirche Mittelberg in Niederösterreich

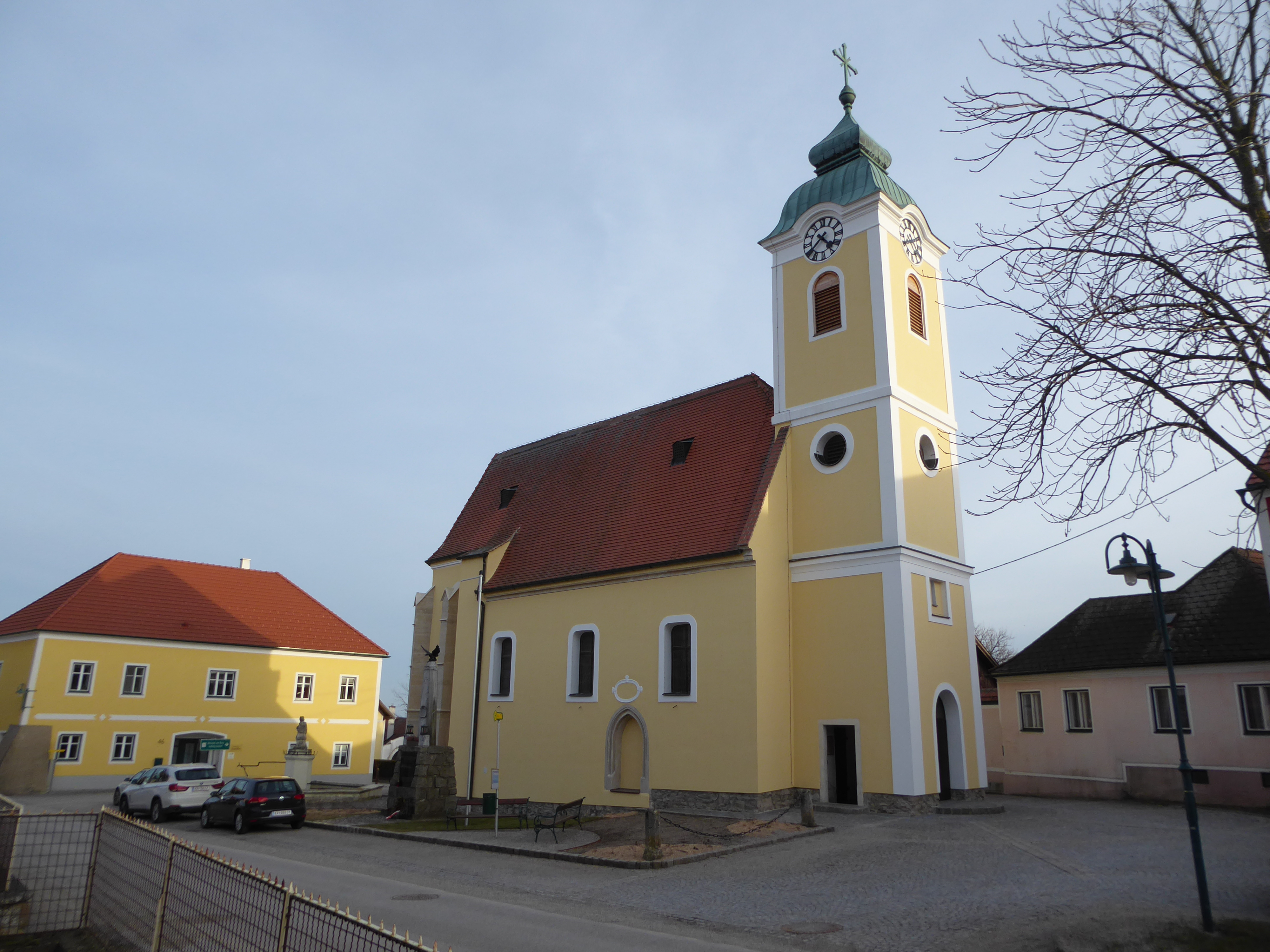
Katholische Pfarrkirche hl. Wolfgang in Mittelberg in Niederösterreich

Die römisch-katholische Pfarrkirche Mittelberg steht an der Straßengabelung der Ortschaft Mittelberg in der Stadtgemeinde Langenlois im Bezirk Krems-Land, Niederösterreich. Die dem Patrozinium des Heiligen Wolfgang von Regensburg unterstellte Pfarrkirche gehört zum Dekanat Krems in der Diözese St. Pölten. Die Kirche steht unter Denkmalschutz (Listeneintrag).

## Geschichte
Urkundlich wurde 1438 eine Holzkirche und 1444 eine Kapelle genannt. 1457 war eine Kirchweihe. 1502 eine Filialkirche der Pfarrkirche Lengenfeld wurde die Kirche 1672 den Jesuiten übergeben. 1784 wurde die Pfarre gegründet. Von 1790 bis 1793 erfolgte durch den Baumeister Michael Reisinger ein Umbau des Langhauses und der Bau der Turm und der Sakristei.

## Architektur
Die im Kern gotische, josephinisch veränderte Kirche mit einem vorgestellten Westturm hat einen spätgotischen Chor.
Das Kirchenäußere zeigt ein Langhaus mit Flachbogenfenstern und nordseitig mit einem gotischen Spitzbogenportal mit Birnstabprofilierung aus dem zweiten Viertel des 15. Jahrhunderts. Der schlank proportionierte Chor um 1440 hat einen hohen zweiteiligen Sockel mit einem Kranzgesims, übergiebelte Strebepfeiler und zweibahnige Maßwerkfenster mit frühen Flamboyantformen und Drehwirbel aus Fischblasen. Südlich am Chor steht ein eingeschoßiger Sakristeianbau. Der dreigeschoßige Westturm mit Oculi und rundbogigen Schallfenstern trägt eine welsche Haube mit einem Zwiebelaufsatz.
Das Kircheninnere zeigt ein dreijochiges Langhaus unter einer Flachdecke mit einer Orgelempore mit einem Flachbogen unterwölbt. Der tief eingezogene spitzbogige Triumphbogen hat einspringende Sockel. Der einjochige Chor mit einem Fünfachtelschluss hat ein Kreuzrippengewölbe auf Diensten auf einem umlaufenden Sohlbankgesims, in der nördlichen Chorwand befindet sich eine Rechtecknische mit einer verstäbten Rahmung.
Ein Rest eines Freskos aus dem 15. Jahrhundert am Triumphbogen wurde 1980 aufgedeckt, er zeigt zwei Heilige. Die Glasmalereien entstanden im Anfang des 20. Jahrhunderts und zeigen die Heiligen Florian, Johannes Nepomuk, Wolfgang, Leopold und Hippolytus.

## Einrichtung
Der Hochaltar mit einem reichen Rokoko-Tabernakel-Aufbau aus dem zweiten Viertel des 18. Jahrhunderts war ehemals der Vinzenzaltar der 1785 aufgelassenen Dominikanerkirche Krems, der Altar zeigt das ovale Aufsatzbild Mariahilf aus dem zweiten Viertel des 18. Jahrhunderts. Die klassizistische Kanzel entstand um 1800.
Das gotische Tafelbild Anbetung der Könige um 1420/1430 wurde 1836 aus dem 1803 aufgelassenen Kloster Niederaltaich hierher übertragen, die räumlich und farblich sehr differenzierte Darstellung zeigt rechts einen König, wohl als verstecktes Porträt König Sigismunds, der Rahmen entstand im ersten Viertel des 19. Jahrhunderts.
Es gibt ein Ölbild Heilige Dreifaltigkeit als Spätwerk des Malers Martin Johann Schmidt 1802 in einem kartuschenförmigen Rahmen.
Die Kirchenbänke mit Aufsätzen wurden um die Mitte des 18. Jahrhunderts aus der Dominikanerkirche Krems hierher übertragen.
Die Orgel baute Franz Capek 1908. Eine Glocke nennt Mathias Prininger 1712.